# Гай Аквілій Туск
Гай Акві́лій Туск (лат. Gaius Aquillius Tuscus) (520 до н. е. — після 487 до н. е.) — політичний, державний та військовий діяч Римської республіки, консул 487 до н. е.

## Життєпис
Походив з патриціанського роду Аквіліїв. Про батьків немає відомостей.
У 487 році до н. е. його було обрано консулом разом з Титом Сіцинієм Сабіном. Під час своєї каденції з успіхом воював проти вольсків та герників. За ці звитяги втім отримав лише овацію. Подальша доля Аквілія Туска невідома.